# Kennemerland-Zuid
Kennemerland-Zuid este o arie protejată (arie specială de conservare — SAC, sit de importanță comunitară — SCI) din Țările de Jos întinsă pe o suprafață de 8.171 ha, integral pe uscat.

## Localizare
Centrul sitului Kennemerland-Zuid este situat la coordonatele 52°21′49″N 4°32′59″E / 52.3636°N 4.5497°E.

## Înființare
Situl Kennemerland-Zuid a fost declarat sit de importanță comunitară în decembrie 1996 pentru a proteja 1 specie de plante și 3 specii de animale. Situl a fost protejat și ca arie specială de conservare în mai 2013.

## Biodiversitate
Situată în ecoregiunea atlantică, aria protejată conține 9 habitate naturale: Dune mobile cu vegetație embrionară, Dune mobile de-a lungul țărmului cu Ammophila arenaria („dune albe”), Dune de coastă fixe cu vegetație erbacee („dune gri”), Dune fixe decalcificate atlantice (Calluno-Ulicetea), Dune cu Hyppophaë rhamnoides, Dune cu Salix repens ssp. argentea (Salicion arenariae), Dune împădurite din regiunile atlantică, continentală și boreală, Depresiuni intradunale umede, Mlaștini calcaroase cu Cladium mariscus și specii de Caricion davallianae.
La baza desemnării sitului se află mai multe specii protejate:
- plante (1): moșișoare (Liparis loeselii)
- mamifere (1): liliac de iaz (Myotis dasycneme)
- nevertebrate (1): Vertigo angustior
- pești (1): zvârluga (Cobitis taenia)